# Serie B 1950-1951 (pallacanestro maschile)
Il campionato di Serie B di pallacanestro maschile 1950-1951 secondo livello del 29º campionato italiano, è il 10° organizzato dalla FIP sotto questa definizione e il 4° dall'ultima riforma dei campionati. 
Le squadre sono divise in due gironi, vengono promosse in Serie A le prime classificate di ogni girone, retrocedono in Serie C le ultime classificate.

## Girone A

### Classifica
|  |    | Classifica finale 1950-1951    | Pt | G  | V  | N | P | PtF | PtS |
|  | -- | ------------------------------ | -- | -- | -- | - | - | --- | --- |
|  | 1. | Pallacanestro Gallaratese      | 25 | 14 | 12 | 1 | 1 | 469 | 332 |
|  | 2. | U.S. Cremonese                 | 17 | 14 | 8  | 1 | 5 | 554 | 485 |
|  | 3. | Dopolavoro Ferroviario Trieste | 13 | 14 | 6  | 1 | 7 | 504 | 513 |
|  | 4. | G.S. Laetitia Venezia          | 13 | 14 | 6  | 1 | 7 | 467 | 484 |
|  | 5. | Ginnastica Goriziana           | 13 | 14 | 6  | 1 | 7 | 478 | 498 |
|  | 6. | Pibigas Reggio Emilia          | 12 | 14 | 6  | 0 | 8 | 489 | 563 |
|  | 7. | Ginnastica Torino              | 10 | 14 | 5  | 0 | 9 | 545 | 605 |
|  | 8. | Canottieri Basket Casale       | 9  | 14 | 4  | 1 | 9 | 474 | 497 |

### Risultati
| Risultati                      | GAL   | CRE   | TRI    | VEN   | GOR   | REG   | TOR   | CAS   |
| ------------------------------ | ----- | ----- | ------ | ----- | ----- | ----- | ----- | ----- |
| Pallacanestro Gallaratese      |       | 23-10 | 34-24  | 25-13 | 35-19 | 42-21 | 35-22 | 41-28 |
| U.S. Cremonese                 | 27-26 |       | 34-34  | 50-28 | 29-40 | 73-31 | 62-47 | 27-24 |
| Dopolavoro Ferroviario Trieste | 25-27 | 39-42 |        | 36-49 | 49-31 | 44-36 | 49-50 | 37-31 |
| Laetitia Venezia               | 24-31 | 31-38 | 28-29  |       | 23-23 | 30-26 | 37-30 | 39-35 |
| Unione Ginnastica Goriziana    | 34-37 | 41-54 | 40-25  | 30-24 |       | 40-30 | 41-33 | 34-24 |
| Pibigas Reggio Emilia          | 22-35 | 35-34 | 29-33  | 45-49 | 40-34 |       | 47-41 | 39-29 |
| Ginnastica Torino              | 31-43 | 46-39 | 35-49  | 42-54 | 51-41 | 44-47 |       | 33-23 |
| Canottieri Casale              | 32-32 | 40-35 | 47-31* | 44-38 | 44-30 | 35-41 | 38-40 |       |

- Il Corriere del Sport al contrario della Provincia di Cremona dà come risultato C.Casale DLF Trieste 35-46, comunque ininfluente ai fini della classifica

## Girone B

### Classifica
|  |    | Classifica finale 1950-1951      | Pt | G  | V  | N | P  | PtF | PtS |
|  | -- | -------------------------------- | -- | -- | -- | - | -- | --- | --- |
|  | 1. | OARE Bologna                     | 24 | 14 | 12 | 0 | 2  | 547 | 398 |
|  | 2. | CRDM La Spezia                   | 22 | 14 | 11 | 0 | 3  | 699 | 508 |
|  | 3. | Lazio Pallacanestro              | 20 | 14 | 10 | 0 | 4  | 543 | 450 |
|  | 4. | U.S. Livorno                     | 16 | 14 | 8  | 0 | 6  | 520 | 491 |
|  | 5. | Italcable Roma                   | 14 | 14 | 7  | 0 | 7  | 633 | 540 |
|  | 6. | AP Napoli                        | 10 | 14 | 5  | 0 | 9  | 475 | 524 |
|  | 7. | Ginnastica Marigliano            | 4  | 14 | 2  | 0 | 12 | 345 | 552 |
|  | 8. | U.S. (Pallacanestro) Salernitana | 2  | 14 | 1  | 0 | 13 | 445 | 744 |

### Risultati
| Risultati                     | GAL   | CRE   | TRI   | VEN   | GOR   | REG   | TOR   | CAS   |
| ----------------------------- | ----- | ----- | ----- | ----- | ----- | ----- | ----- | ----- |
| OARE Bologna                  |       | 41-21 | 51-36 | 42-33 | 51-41 | 48-20 | 49-27 | 59-22 |
| CRDM La Spezia                | 53-29 |       | 53-35 | 58-38 | 62-36 | 63-38 | 77-20 | 59-29 |
| Lazio Pallacanestro           | 26-15 | 53-30 |       | 32-27 | 23-24 | 32-36 | 51-15 | 55-31 |
| U.S. Livorno                  | 27-29 | 42-33 | 37-39 |       | 34-33 | 30-28 | 22-14 | 56-23 |
| Italcable Roma                | 28-36 | 55-58 | 38-41 | 50-39 |       | 52-36 | 58-22 | 86-23 |
| AP Napoli                     | 19-33 | 31-44 | 31-35 | 25-27 | 60-39 |       | 32-23 | 42-30 |
| Ginnastica Marigliano         | 17-21 | 27-37 | 33-36 | 22-44 | 26-27 | 32-30 |       | 27-31 |
| U.S.Pallacanestro Salernitana | 28-43 | 34-51 | 29-49 | 63-64 | 29-66 | 36-47 | 37-40 |       |

## Finalissima
| Venezia 8 aprile 1951 | Pallacanestro Gallaratese | 41 – 22 | OARE Bologna |  |

## Verdetti
- La Pallacanestro Gallaratese vince il Titolo Nazionale di B

Formazione: Ruzza, Battaini I, Battaini II, Mazzarella, Quaia, Sgorba, Acerbi, Colli, Bay. Coach:Ghirimoldi

## Fonti
- La Provincia (di Cremona) edizione 1950-51
- Corriere dello Sport edizione 1950-51